# Hochstubaihütte
Die Hochstubaihütte ist die dritt höchstgelegene Schutzhütte Österreichs und gehört der Sektion Dresden des Deutschen Alpenvereins. Die Hütte befindet sich auf der Wildkarspitze auf einer Höhe von 3173 m ü. A. in den Stubaier Alpen.

## Geschichtliches
Die hochalpine Schutzhütte wurde in den Jahren 1930 bis 1933 von der Sektion Dresden des Deutschen und Oesterreichischen Alpenvereins erbaut. Nach dem Zweiten Weltkrieg stand die Hütte leer und stand unter Verwaltung des Österreichischen Alpenvereins. Sie wurde ab 1961 wieder bewirtschaftet und in den 1970er-Jahren von der Sektion Dresden – zu Zeiten der DDR mit Sitz in Wuppertal und Böblingen – zurückgekauft. Die Hütte steht auf Grundeigentum der Österreichischen Bundesforste mit denen ein Pachtverhältnis bis 2050 besteht. Zuletzt wurde die Hütte 2011 um einen Sanitärtrakt erweitert, in diesem Zuge wurde auf wassersparende, umweltfreundliche Technik umgestellt. 2021/23 wurde das Winterraumgebäude generalsaniert inkl. neuer Fenster, neuer Betten, Holzverkleidung innen und Solaranlage. 2024 erfolgten zur Sicherung der Wasserversorgung Bauarbeiten am Trinkwasserspeicher.

## Ausstattung

Lage der Hochstubaihütte, dahinter Atterkarspitzen, Wilde Leck, Nördliche, Mittlere und Südliche Wütenkarspitze, Schrankogel, Wütenkarsattel, Windacher Daunkogel, Warenkarscharte, Warenkarseitenspitze, Wilder Pfaff, Zuckerhütl, Pfaffenschneid, Sonklarspitze, Hohes Eis (von links nach rechts)

Die hochalpine Hütte verfügt über insgesamt 40 Schlafplätze aufgeteilt in 32 Plätze in Matratzenlagern und 8 in Mehrbettzimmern, Sanitäranlagen inkl. Dusche, Gastraum mit Kachelofen, Küche und eine Terrasse. Sie wird per Helikopter versorgt. Zwei Webcams mit Wetterstation liefern rund um die Uhr aktuelle Informationen über die derzeitigen Bedingungen. Durch ihre hohe Lage bietet die Hütte ein umfassendes Panorama in die Ötztaler und Stubaier Alpen. Für Übernachtungen außerhalb der Bewartungszeit steht ein separates Winterraumgebäude zur Verfügung (6 Betten, Holzofen mit Kochmöglichkeit, Geschirr, Tisch/Sitzgelegenheiten, Vorraum für Rucksäcke/Ski, elektrisches Licht über Solaranlage - Brennholzraum und Trockentoilette im Hauptgebäude, linke Tür auf der Giebelseite Richtung Winterraum).

## Aufstieg
- Von Sölden über die Kleblealm, Laubkarsee, Laubkarsattel in ca. 6 Stunden, mittelschwer, rund 1.750 Höhenmeter (im Sommer zeitweise Verkürzung des Aufstiegs durch Wanderbus zur Klebealm möglich)
- Von Fiegls Gasthaus über Seekarsee, Unterstandshütte und Himmelsleiter (steil, teils ausgesetzt) in ca. 5 Stunden (im Sommer zeitweise Verkürzung des Aufstiegs durch Wanderbus zum Gasthof Fliegl möglich)

## Gipfeltouren
- Hoher Nebelkogel, 3211 m
- Warenkarseitenspitze, 3345 m
- Windacher Daunkogel, 3351 m
- Wilde Leck, 3361 m
- Stubaier Wildspitze, 3340 m

## Übergänge

Lage der Hochstubaihütte (Panorama) gesehen vom Normalweg mit Oberem Laubkarsee, Feldlaskogel, Durköpfl, Südliche Atterkarspitze, Wilde Lecke, Wütenkarspitzen, Durnkögele und Hohem Nebelkogel (rechts)

- Amberger Hütte über Wütenkarsattel (Gletscherausrüstung erforderlich, Aufstieg zum Sattel vom Gletscher wird durch Gletscherrückgang anspruchsvoller, Vorsicht vor Spalten bei der Querung des Wütenkarferners und dem Sulztalferner)
- Dresdner Hütte über Warenkarscharte (Gletscherausrüstung erforderlich, Umgehung des spaltigen Wütenkarferners möglich über teilweise versicherte Route über die Warenkarseitenspitze, jedoch dann Kletterstellen bis II - alternative Route über Himmelsleiter und 2008 neu angelegtem markiertem Steig ab Seekarsee durch das Warenkar via Fräulasköfel zur Scharte am Windacher Ferner möglich, von dort weiter über den Windacher Ferner und Gaiskarferner, Gletscherroute mit Stangen markiert und zeitweise mit Pistenraupen im Sommer gespurt, bei aperen Verhältnissen Steigeisen erforderlich)
- Hildesheimer Hütte über Warenkarscharte (Gletscherausrüstung erforderlich, Umgehung des spaltigen Wütenkarferners möglich über teilweise versicherte Route über die Warenkarseitenspitze, jedoch dann Kletterstellen bis II - alternative Route über Himmelsleiter und 2008 neu angelegtem markiertem Steig ab Seekarsee durch das Warenkar via Fräulasköfel zur Scharte am Windacher Ferner möglich, von dort weiter über den Windacher Ferner und Gaiskarferner, Gletscherroute mit Stangen markiert und zeitweise mit Pistenraupen im Sommer gespurt, bei aperen Verhältnissen Steigeisen erforderlich)